# Ljudmila Plesničar Gec
Ljudmila Plesničar Gec, slovenska arheologinja, * 1931, Sežana, † 10. julij 2008, Ljubljana, Slovenija.

## Življenje
Ljudmila Plesničar je študirala arheologijo v Ljubljani, kjer je leta 1956 diplomirala. Doktorirala je iz predmeta arheologija leta 1975 v Ljubljani. Njena prva zaposlitev na arheološkem področju je bila v Kopru, od leta 1961 do upokojitve pa je vodila arheološki oddelek v Mestnem muzeju Ljubljana. Skrbela je za izkopavanja na območju antične Emone v Ljubljani. Svoja odkritja o urbanizmu Emone - The Urbanism of Emona, je objavila v dvojezični monografiji. Objavljala je v domače in tuje strokovne revije, v Enciklopedijo Slovenije in v veliko katalogov razstav, ki jih je pripravila v Ljubljani in drugje.

## Odlikovanja in nagrade
- Valvasorjeva nagrada za življenjsko delo za leto 1984
- Leta 1997 je prejel častni znak svobode Republike Slovenije z naslednjo utemeljitvijo: »za odlične dosežke na podorčju varovanja kulturne dediščine, še posebej arheologije«[2].